# Lyon – La Duchère
Lyon – La Duchère (bis 2021 Sporting Club de Lyon) ist ein französischer Fußballverein aus Lyon. Der Klub wurde 1964 als AS Lyon Duchère gegründet und spielt aktuell in der Championnat de France Amateur.

## Geschichte
Lyon – La Duchère wurde am 14. Mai 1964, von Rückkehren aus dem Algerienkrieg, im 9. Arrondissement von Lyon gegründet. Den ursprünglichen Namen, AS Lyon Duchère, trug der Verein bis zu seiner Umbenennung im Jahr 2020. Erst im Jahr 1990 erreichte der Klub erstmals den Aufstieg in die semiprofessionelle Championnat de France National, die dritthöchste französische Spielklasse. Nachdem dem Klub in der sportlich starken Saison 1992/93 zunächst der Aufstieg in die zweite Liga gelungen war, musste man aufgrund finanzieller Probleme in der National verbleiben. Nach den weiterhin anhaltenden Problemen wurde der Verein im Jahr 1996 aufgelöst und anschließend in der Division d’Honneur, der höchsten regionalen Amateurspielklasse, neu gegründet. Nach einigen Jahren in der sportlichen Bedeutungslosigkeit gelang im Jahr 2006 der Einzug ins Achtelfinale des französischen Pokals, nachdem man die beiden Erstligavereine FC Toulouse und Racing Straßburg, mit 2:1 und 5:4 besiegen konnte. Das Spiel gegen den späteren Pokalsieger Paris Saint-Germain endete schließlich mit einer 0:3-Niederlage. Lyon spielte damals in der Championnat de France Amateur, der vierten französischen Liga. In der Saison 2016/17 gelang erstmals der Aufstieg in die National (D3), in welcher man in der ersten Saison den 7. Platz belegen konnte. Zum Aufstieg in die Ligue 2 fehlten Lyon nur vier Punkte. Im Mai 2019 führte der Klub eine Namensumfrage unter den Fans durch, da man den Namen AS Lyon Duchère nach 55 Jahren ablösen wollte. Am 4. Juni 2020 gab der Verein bekannt, unter dem Namen Sporting Club Lyon zukünftig mehr Menschen aus ganz Lyon ansprechen zu wollen. Ein Jahr später, nachdem der SC Lyon den letzten Platz in der National (D3) belegt hatte, kündigte der neue Präsident Jean-Christophe Vincent eine erneute Umbenennung des Vereins an, um „zur ursprünglichen Identität des Klubs zurückzukehren“.

## Profimannschaft

### Spieler
Stand: 18. Juni 2021
| Nr. |            | Position | Name                                   |
| --- | ---------- | -------- | -------------------------------------- |
| 1   | Frankreich | TW       | Maxime Hautbois                        |
| 2   | Kamerun    | AB       | Frédéric Bong (Leihe von Valenciennes) |
| 5   | Frankreich | AB       | Nicolas Seguin                         |
| 6   | Frankreich | MF       | Mohamed Fadhloun                       |
| 7   | Frankreich | ST       | Oumare Tounkara                        |
| 8   | Algerien   | ST       | Nadjib Baouia                          |
| 9   | Frankreich | ST       | Landry Nomel                           |
| 10  | Portugal   | ST       | Alexis Araujo                          |
| 11  | Frankreich | ST       | Jonathan Rivas                         |
| 12  | Komoren    | AB       | Kassim M'Dahoma                        |
| 14  | Frankreich | AB       | Nathan Dekoke                          |
| 16  | Frankreich | TW       | Pierre Popp                            |

| Nr. |                | Position | Name                                  |
| --- | -------------- | -------- | ------------------------------------- |
| 18  | Frankreich     | AB       | Mathis Louiserre                      |
| 19  | Frankreich     | AB       | Diaby Doucouré                        |
| 20  | Frankreich     | ST       | Ivann Botella                         |
| 21  | Frankreich     | ST       | Lamine Ghezali (Leihe von St-Étienne) |
| 22  | Armenien       | MF       | Matthieu Ezikian                      |
| 23  | Frankreich     | MF       | Hamadi Ayari                          |
| 24  | Frankreich     | MF       | Garland Gbelle                        |
| 26  | Frankreich     | AB       | Jordan Pierre-Charles                 |
| 28  | Ruanda         | AB       | Bryan Ngwabije                        |
| 29  | Frankreich     | MF       | Corentin Jacob (Leihe von Rodez)      |
| 40  | Elfenbeinküste | TW       | Axel Kacou                            |

### Trainer- und Betreuerstab
Stand 28. Mai 2025
- Cheftrainer: Lionel Bah
- Co-Trainer: Ludovic Assemoassa
- Co-Trainer: Habib Sisbane
- Torwarttrainer: Nassim Torche
- Teammanager: Mohamed Metoui

### Bekannte ehemalige Spieler
- Éric Abidal
- Helton Dos Reis
- Nicolas Belvito
- Pape Paye
- Sébastien Hamel
- Kévin Jacmot
- Sabri Lamouchi
- Jean-Louis Valois
- Khaled Lemmouchia
- Slavoljub Nikolić
- Guessouma Fofana
- Enzo Reale
- Moustapha Bayal Sall